# Atractus bocourti
Espèce
Statut de conservation UICN

 LC  : Préoccupation mineure
Atractus bocourti est une espèce de serpents de la famille des Dipsadidae.

## Répartition
Cette espèce se rencontre au Pérou, en Équateur et en Colombie.

## Description
L'holotype de Atractus bocourti, une femelle, mesure 390 mm dont 40 mm pour la queue. Cette espèce a la face dorsale brun clair avec cinq séries de petites points noirs. Sa face ventrale est jaunâtre avec quelques taches noires irrégulières et, de chaque côté, une série de points ou de traits courts formant deux lignes sur son ventre.

## Étymologie
Cette espèce est nommée en l'honneur du naturaliste Marie-Firmin Bocourt (1819-1904)..

## Publication originale
- Boulenger, 1894 : Catalogue of the Snakes in the British Museum (Natural History). Volume II., Containing the Conclusion of the Colubridæ Aglyphæ, p. 1-382 (texte intégral).